# 16 Pomorska Dywizja Piechoty
16 Pomorska Dywizja Piechoty (16 DP) – wielka jednostka piechoty Armii Wielkopolskiej i Wojska Polskiego II RP.
W okresie międzywojennym dowództwo 16 DP stacjonowało w Grudziądzu. W jej skład w 1923 wchodziły: 64 pp, 65 pp i 66 pułk piechoty.

W czasie kampanii wrześniowej dywizja walczyła w składzie Armii „Pomorze”. Toczyła zacięte walki nad Osą, pod Mełnem i na przedpolach Grudziądza. Przerzucona na lewy brzeg Wisły, odbiła w boju nocnym Łowicz, a następnie brała udział w natarciu na Skierniewice. W kolejnych dniach broniła się pod Łowiczem. Jej części przeprawiły się 18 września przez dolną Bzurę i tam zostały zniszczone przez niemiecką 4 DPanc.

## Powstanie 4 Dywizji Strzelców Wielkopolskiej
Rodowód dywizji sięga okresu tworzenia regularnych jednostek podczas powstania wielkopolskiego.
30 maja 1919 roku głównodowodzący Sił Zbrojnych w byłym zaborze pruskim generał piechoty Józef Dowbor-Muśnicki rozkazał „niezwłocznie przystąpić do formowania w Inowrocławiu Toruńskiego pułku strzelców. Do mianowania rozkazem dowódcy Toruńskiego pułku, żołnierzy, wysyłanych na stworzenie tego ostatniego, przyjmie pod swoją pieczę dowództwo 5-go pułku strzelców wielkopolskich. Urząd Wojskowy wyznaczy dla tworzącego się w Inowrocławiu toruńskiego pułku strzelców oficera rachunkowego”. 16 czerwca 1919 roku generał piechoty Dowbor-Muśnicki polecił „kapitanowi Władysławowi Koczorowskiemu z 1 pułku strzelców wielkopolskich objąć czasowo dowództwo toruńskiego pułku strzelców w Inowrocławiu”, a 30 czerwca 1919 roku podporządkował oddział „pod względem operacyjnym dowódcy 2 Dywizji Strzelców Wielkopolskich”.
30 lipca 1919 roku głównodowodzący Wojsk Polskich byłego zaboru pruskiego generał piechoty Dowbor-Muśnicki rozkazał „przystąpić natychmiast do formowania 4. Dywizji Strzelców z roczników poborowych i ochotników z Prus Królewskich. Jako kadra służyć będzie toruński pułk strzelców. Formowanie jednostki 4. Dywizji polecam pułkownikowi Skrzyńskiemu zgodnie z otrzymanymi przez niego ode mnie wskazówkami”. 28 sierpnia 1919 roku generał piechoty Dowbor-Muśnicki, w uzupełnieniu rozkazu z dnia 30 lipca, „Dowódcę II. Brygady 2 Dywizji Strzelców Wielkopolskich płk. Skrzyńskiego naznaczył Dowódcą Pomorskiej Dywizji”.
7 sierpnia 1919 Naczelne Dowództwo WP rozkazem nr 2536/III nakazało Dowództwu Sił Zbrojnych w byłym zaborze pruskim przystąpić do formowania 4 Dywizji Strzelców Wielkopolskich, której zadaniem miało być zajęcie Pomorza. Duży napływ ochotników – Pomorzan i Kaszubów – spowodował, że 16 sierpnia dywizję przemianowano na Dywizję Strzelców Pomorskich. 26 sierpnia 1919 roku głównodowodzący Wojsk Polskich b. zaboru pruskiego przeniósł kapitana Władysława Zakrzewskiego z Dowództwa Głównego „do Sztabu 4. Dywizji Strzelców w celu pełnienia obowiązków Szefa Sztabu Dywizji”.
Drugim pułkiem był, tworzony od 17 sierpnia w Inowrocławiu, Grudziądzki pułk strzelców pod dowództwem porucznika Ludwika Bociańskiego. Zalążkiem tego oddziału stała się 2. kompania strzelecka, znana wcześniej jako kompania obornicka, wydzielona z Toruńskiego pułku strzelców.
7 października 1919 roku dowódca dywizji rozkazem nr 30 nakazał przystąpić do formowania kolejnych pułków: Starogardzkiego pułku strzelców w Pakości (dowódca kapitan Stefan Meissner) i Kaszubskiego pułku strzelców w Poznaniu (dowódca porucznik Leon Kowalski).
Brak wykwalifikowanej kadry artyleryjskiej opóźnił proces tworzenia pododdziałów artylerii dywizyjnej. Dopiero bowiem 10 listopada 1919 roku ppor. Tadeusz Łukowicz rozpoczął formowanie Pomorskiej baterii artylerii polowej. Wspólnym elementem podkreślającym polskość oddziałów dywizji był biały orzełek noszony na rogatywkach.
24 października 1919 roku Naczelnik Państwa Józef Piłsudski przyjął szefostwo nad Kaszubskim pułkiem strzelców. Od początku 1920 roku Dywizja Strzelców Pomorskich stanowiła trzon Frontu Pomorskiego pod dowództwem generała Józefa Hallera.
17 stycznia 1920 roku oddziały dywizji przekroczyły linię demarkacyjną pod Inowrocławiem, wkraczając na Pomorze Gdańskie przyznane Polsce decyzją traktatu wersalskiego. Pułki skierowały się najpierw na Toruń. Toruński pułk strzelców pod Gniewkowem, a Grudziądzki pułk strzelców pod Wygodą i Brannem napotkały na opór oddziałów Grenzschutzu, który został jednym uderzeniem złamany. 18 stycznia w południe Pomorska Dywizja Strzelców osiągnęła Podgórz – przedmieście Torunia.
W związku z reorganizacją jednostek Wojska Polskiego Minister Spraw Wojskowych rozkazem nr 1401 z 5 marca 1920 roku przemianował Pomorską Dywizję Strzelców na 16 Pomorską Dywizję Piechoty. Pułki strzelców przemianowano na pułki piechoty, nadając im odpowiednią numerację, przy jednoczesnym zachowaniu dotychczasowych nazw wyróżniających. Tak więc od tego momentu nazwy poszczególnych oddziałów były następujące: 63 Toruński pułk piechoty, 64 Grudziądzki pułk piechoty, 65 Starogardzki pułk piechoty, 66 Kaszubski pułk piechoty i 16 Pomorski pułk artylerii polowej.

## 16 Pomorska Dywizja Piechoty na wojnie z bolszewikami
Pod koniec kwietnia 1920 roku dywizja rozpoczęła przygotowania do wyruszenia na front polsko-rosyjski, w składzie:
- Kwatera Główna 16 DP
- XXXI Brygada Piechoty
- XXXII Brygada Piechoty

W trakcie organizacji pozostawała XVI Brygada Artylerii
Najpierw na front wyruszyła XXXI Brygada Piechoty, biorąc udział w ofensywie kijowskiej. Toczyła m.in. walki w rejonie Rzeczycy, Czarnobyla, Krzywicz i Pankratów. W tym samym czasie 66 Kaszubski pułk piechoty pod dowództwem ppłk. Czesława Jarnuszkiewicza wziął udział 26 czerwca 1920 roku w obronie wsi Bobrujki, w którym całkowitemu zniszczeniu uległ rosyjski 216 pułk strzelców im. Lenina.
Po odwrocie z Kijowa wszystkie pododdziały dywizji z powrotem połączyły się na północnym odcinku frontu. Po rozpoczęciu 16 sierpnia 1920 roku kontrofensywy znad Wieprza, 16 DP wraz z Grupą Uderzeniową ruszyła do natarcia i – po załamaniu się słabej obrony rosyjskiej – doszła 25 sierpnia do granicy Prus Wschodnich na północny zachód od Łomży.
Po zakończeniu Bitwy Warszawskiej dywizja uczestniczyła w pościgu na środkowym odcinku frontu. Brała udział m.in. 24 września w szturmie Horodca, a następnie w bitwach o Drohiczyn, Chomsk i Nieśwież.
Za waleczność i męstwo podczas działań wojennych z bolszewikami odznaczono 133 żołnierzy dywizji srebrnym Krzyżem Virtuti Militari V klasy, a 389 Krzyżem Walecznych.

### Mapy walk dywizji

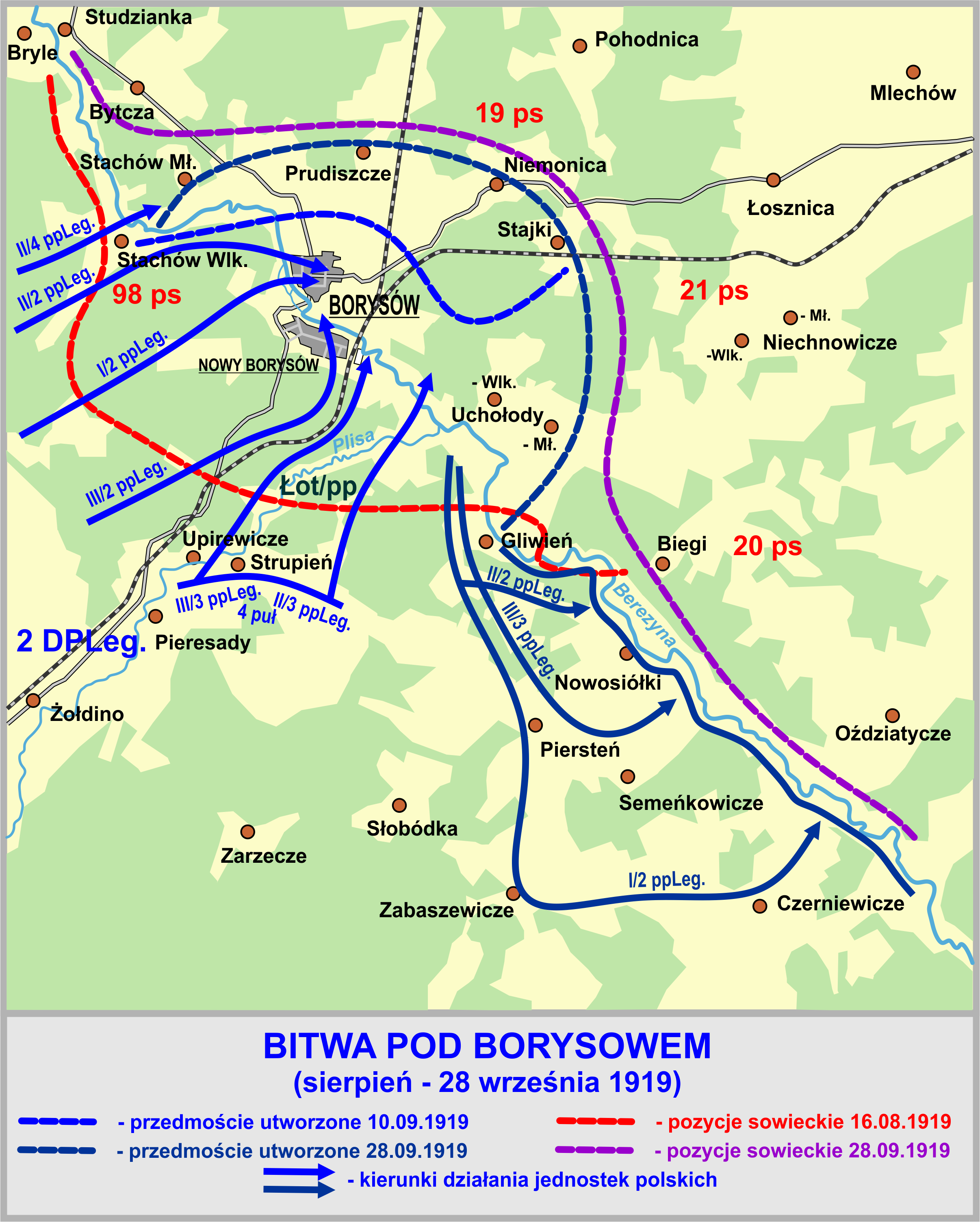
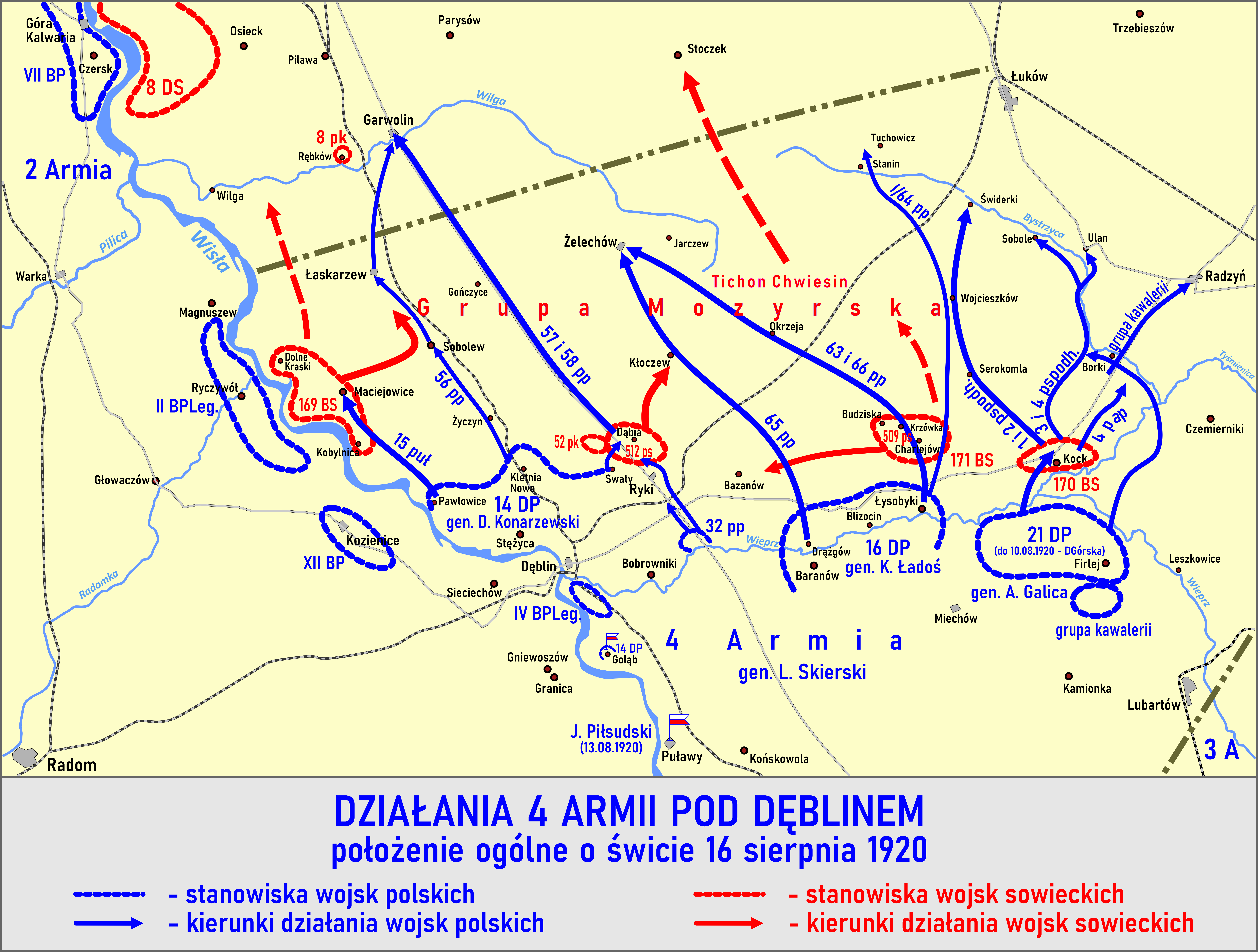
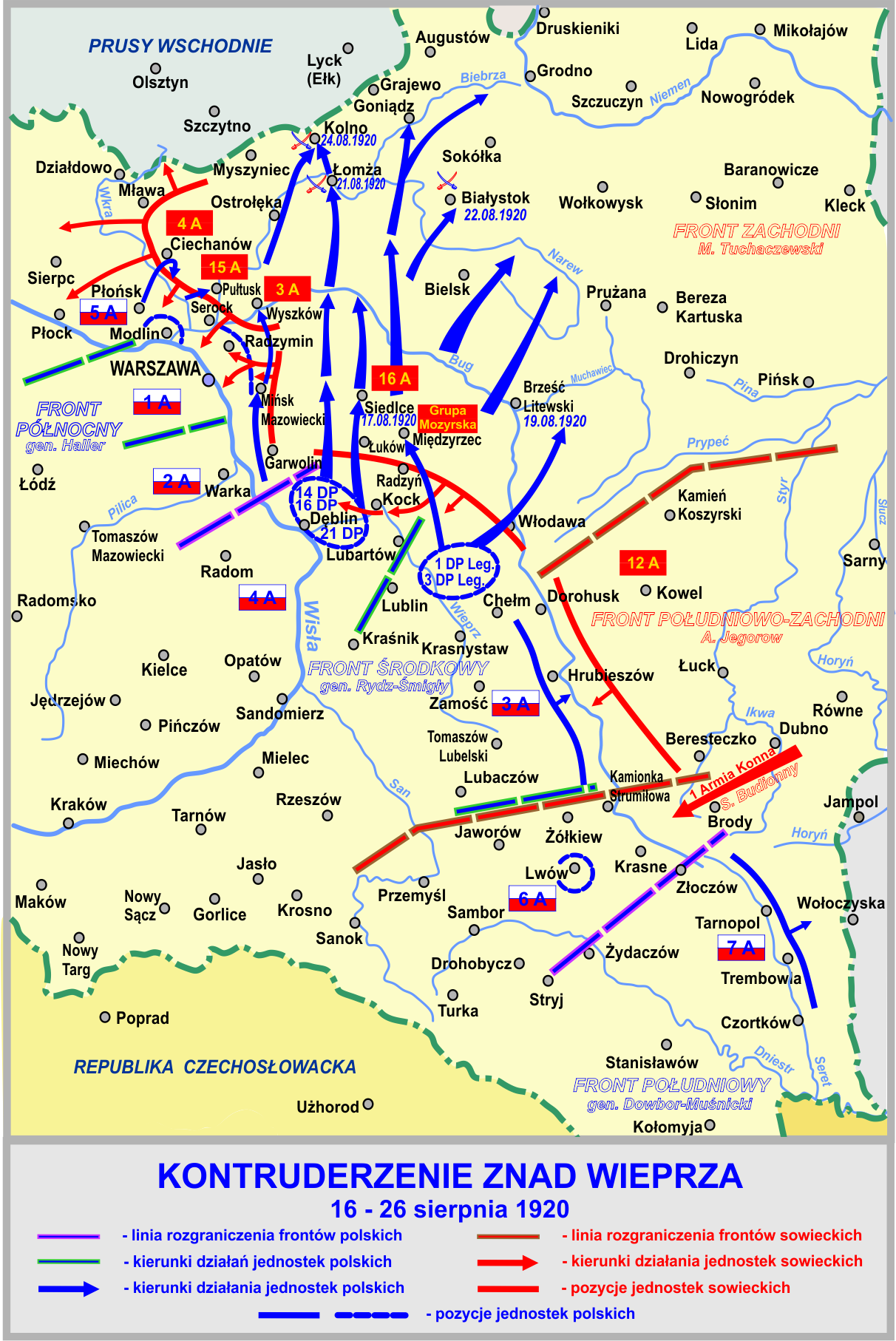
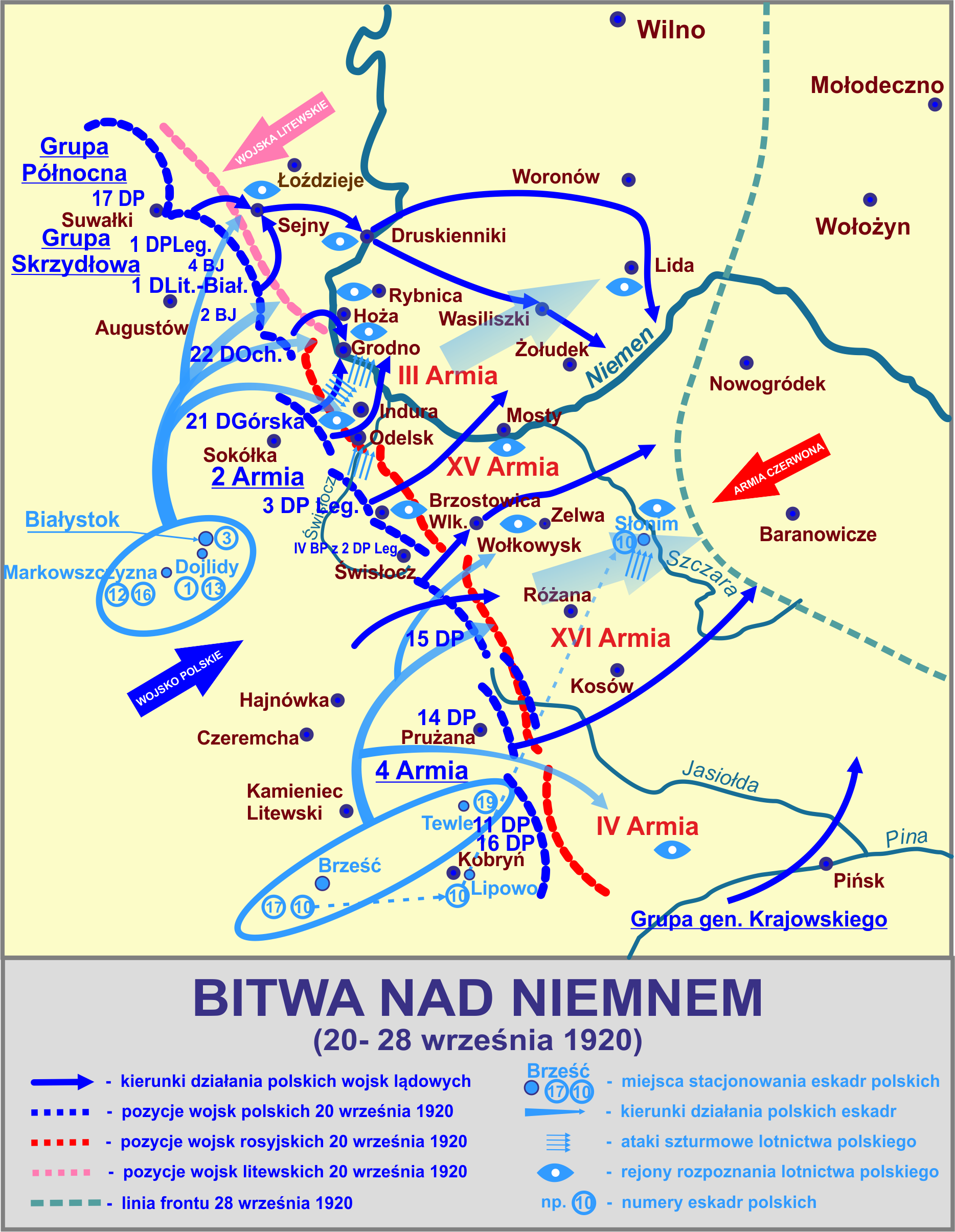
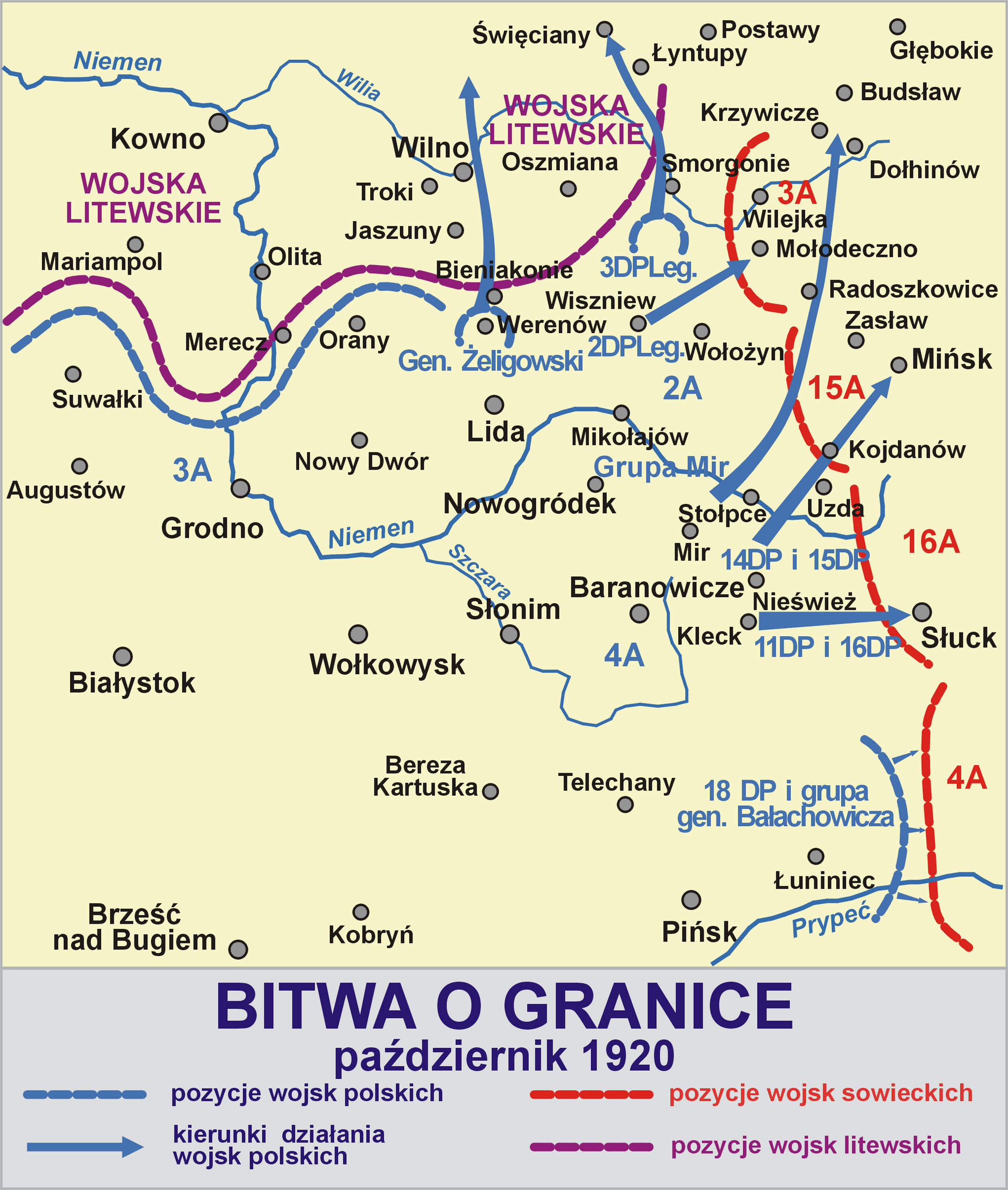

## 16 Pomorska Dywizja Piechoty w okresie pokoju

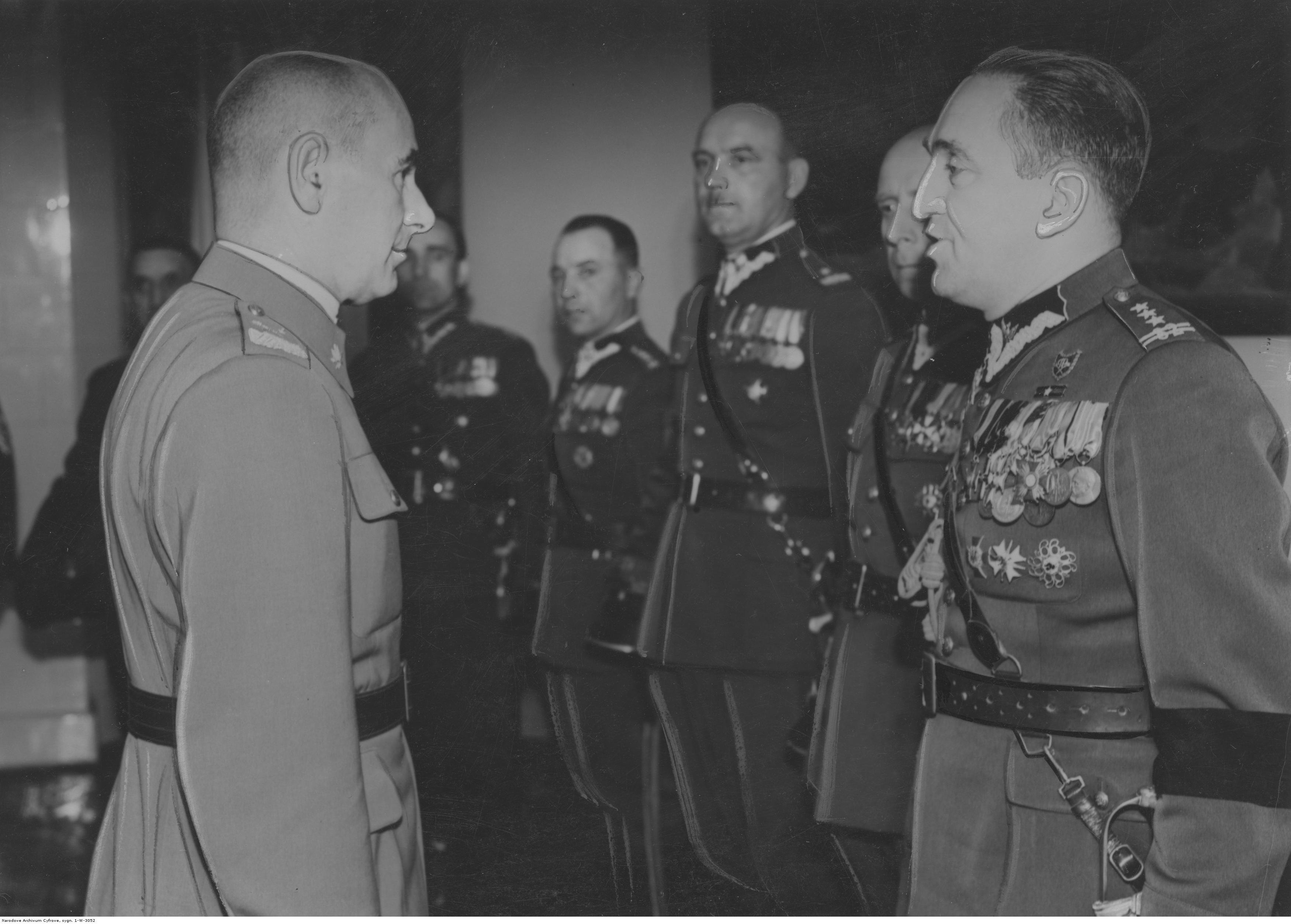
Delegacja 16 DP przekazuje marszałkowi Edwardowi Rydzowi-Śmigłemu dary na Fundusz Obrony Narodowej; czerwiec 1939

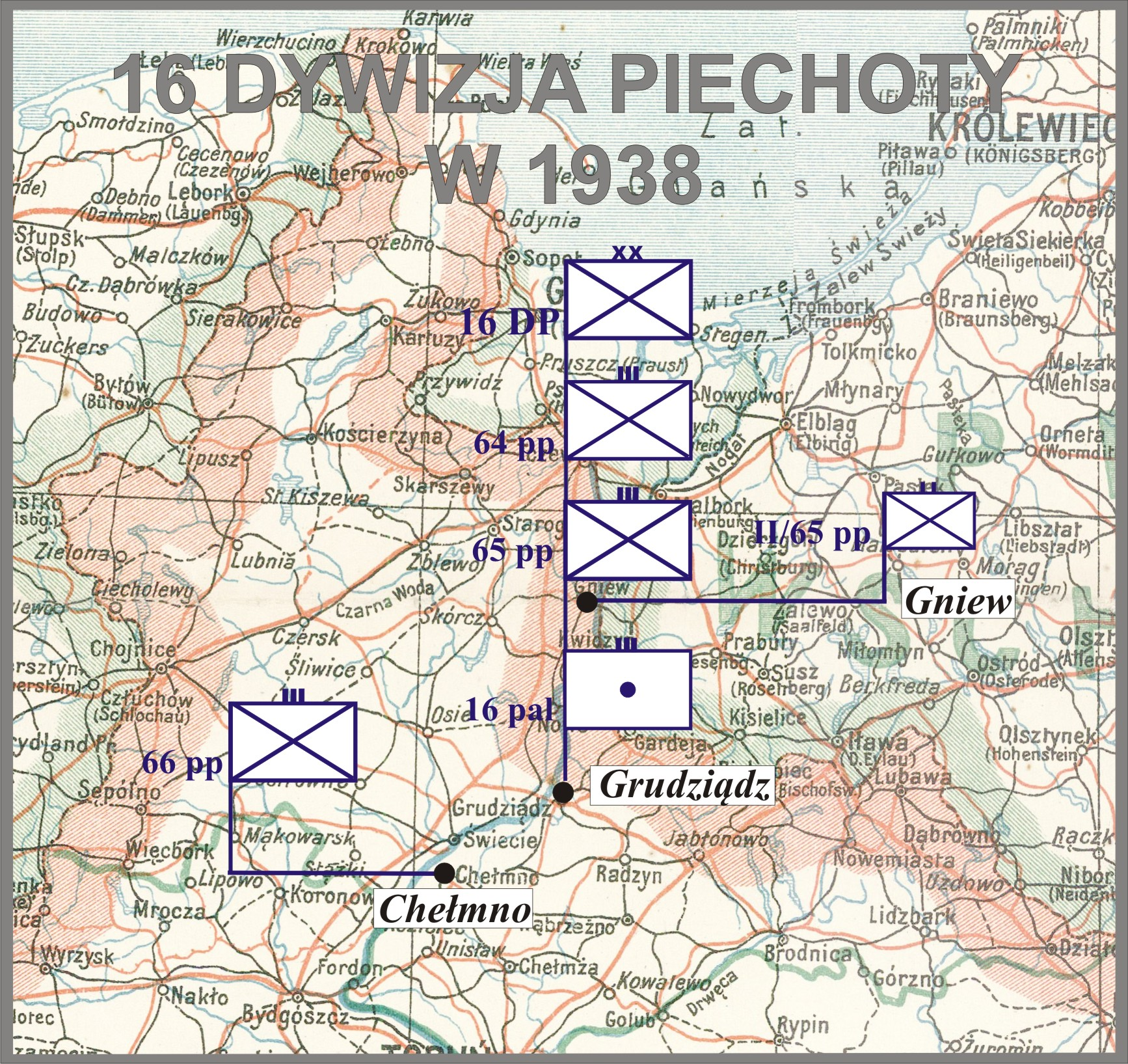
16 DP w 1938

Po zakończeniu wojny oddziały 16 DP powróciły na Pomorze – sztab dywizji do Grudziądza, 65 pułk piechoty do Starogardu i Gniewu, 63 pułk piechoty do Torunia, 64 pp i 16 pap do Grudziądza, zaś 66 Kaszubski pułk piechoty do Kościerzyny i Kartuz, a następnie do Chełmna.
Podczas przewrotu majowego w 1926 roku 16 DP pozostała w koszarach i opowiedziała się po stronie rządowej.
22 września 1929 roku na rynku w Grudziądzu 64 i 65 pp dywizji otrzymały sztandary ufundowane przez lokalne społeczności.
Wiosną 1932 została sformowana kompania telegraficzna 16 Dywizji Piechoty, która w 1937 została przeformowana w kompanię łączności 16 Dywizji Piechoty.
W lutym 1935 roku na bazie kompanii wydzielonej ze składu 8 batalionu saperów sformowana została 16 kompania saperów. W maju 1937 roku kompania przeformowana została w Ośrodek Sapersko-Pionierski 16 DP.
W styczniu 1939 roku rozpoczęto formowanie 16 dywizjonu artylerii ciężkiej.
Organizacja pokojowa 16 DP w 1939
- dowództwo 16 Dywizji Piechoty w Grudziądzu
- 64 Grudziądzki pułk piechoty w Grudziądzu
- 65 Starogardzki pułk piechoty w Grudziądzu (II baon w Gniewie)
- 66 Kaszubski pułk piechoty w Chełmnie
- 16 Pomorski pułk artylerii lekkiej w Grudziądzu
- 16 dywizjon artylerii ciężkiej w Grudziądzu
- Ośrodek Sapersko-Pionierski 16 DP w Grudziądzu
- kompania łączności 16 Dywizji Piechoty w Grudziądzu

### Obsada personalna we wrześniu 1929
Obsada personalna dowództwa dywizji 22 września 1929 roku
- dowódca dywizji – gen. bryg. Włodzimierz Rachmistruk
- dowódca piechoty dywizyjnej – płk piech. Czesław Jarnuszkiewicz
- szef sztabu – mjr dypl. piech. Kazimierz Aleksander Szydłowski
- I oficer sztabu – por. dypl. piech. Eryk Miguła
- II oficer sztabu – kpt. piech. Tadeusz Stanisław Gontarski
- szef saperów – mjr sap. Stanisław Wacław Szczepański
- szef łączności – kpt. łącz. Stanisław Sierkuczewski
- kierownik kancelarii – por. Stanisław Zając

### Obsada personalna w marcu 1939
Ostatnia „pokojowa” obsada personalna dowództwa dywizji:
| Stanowisko                     | Stopień, imię i nazwisko                    |
| ------------------------------ | ------------------------------------------- |
| dowódca dywizji                | płk dypl. Stanisław Jan Ferdynand Świtalski |
| I dowódca piechoty dywizyjnej  | vacat                                       |
| II dowódca piechoty dywizyjnej | płk art. Władysław Filipkowski              |
| dowódca artylerii dywizyjnej   | płk art. Witold Tadeusz Andruszewicz        |
| szef sztabu                    | ppłk dypl. art. Mieczysław Garliński        |
| I oficer sztabu                | kpt. dypl. Józef Słaboszewski               |
| I oficer sztabu (dubler)       | kpt. dypl. Zygmunt Braksal                  |
| II oficer sztabu               | kpt. adm. (art.) Tadeusz Brunon Popiel      |
| komendant rejonu PW konnego    | mjr kaw. Stefan Mosiński                    |
| dowódca łączności              | mjr łączn. Józef Morkowski                  |
| oficer taborowy                | rtm. adm. (kaw.) Adam Rogawski              |
| oficer intendentury            | mjr int. Aleksander Partyka                 |

## Dywizja w kampanii wrześniowej 1939

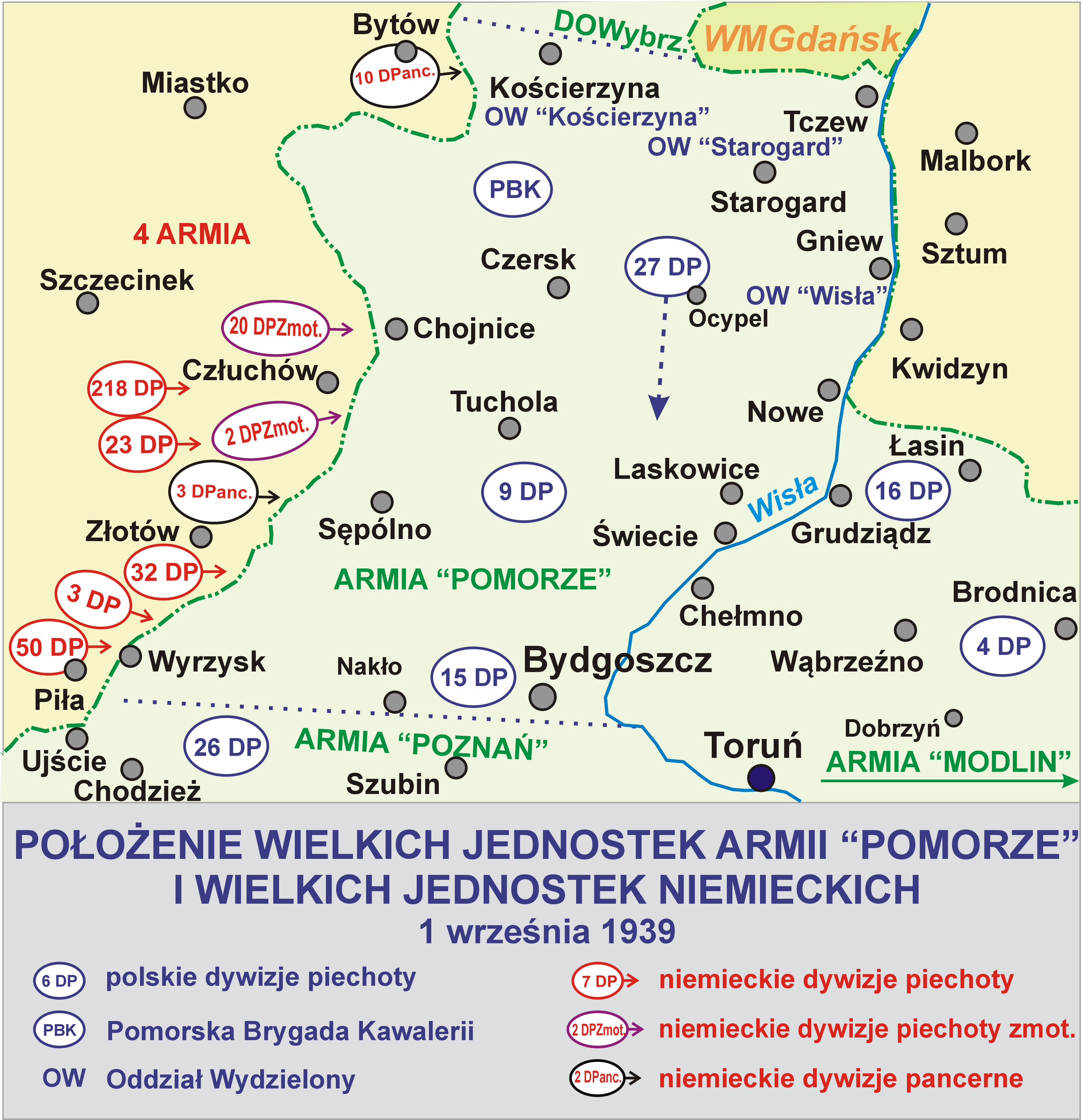
Dywizja walczyła w składzie Armii „Pomorze”

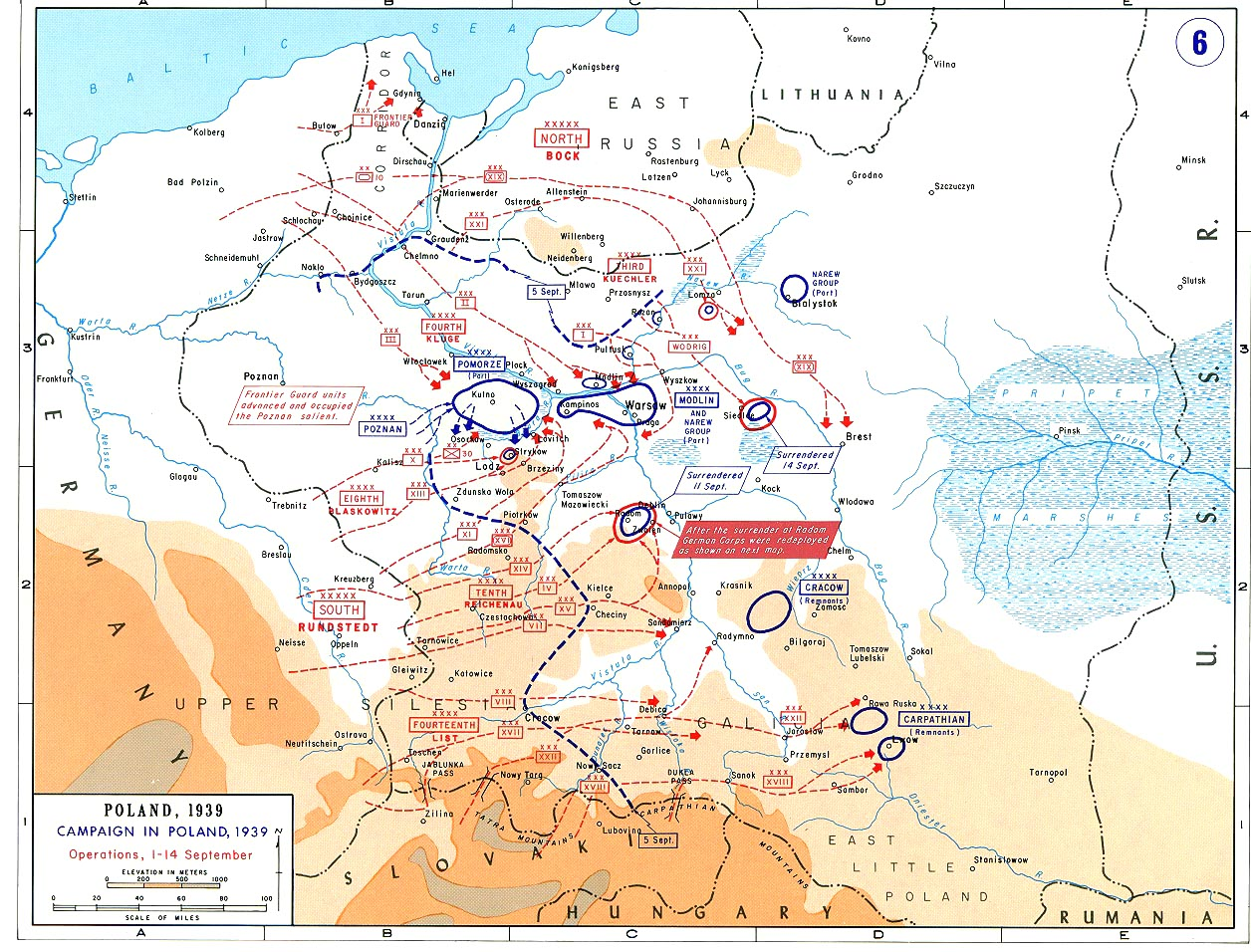
1 – 14 września 1939

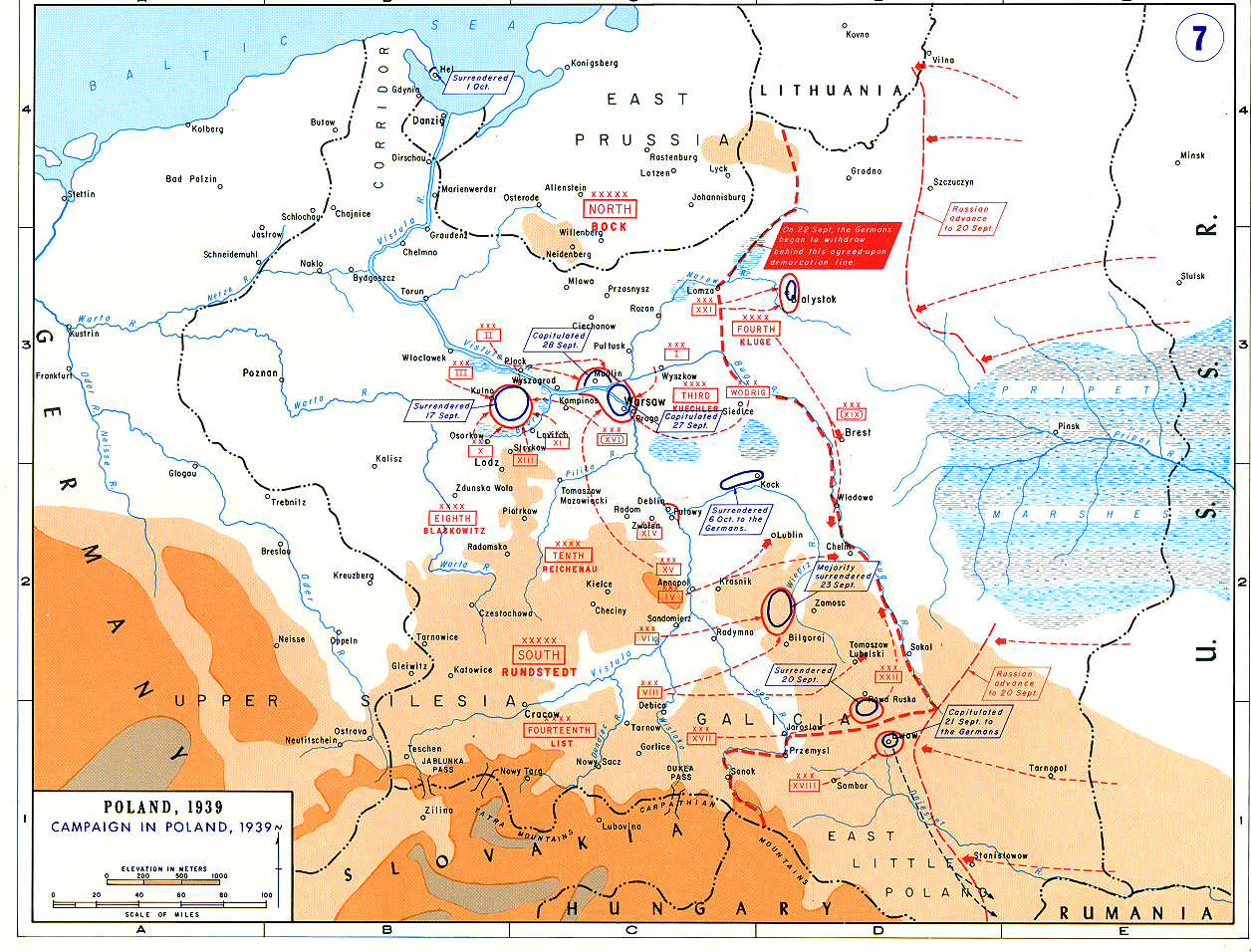
14 września – 5 października 1939

W czerwcu 1939 roku 16 Dywizja Piechoty pod dowództwem płk. dypl. Stanisława Świtalskiego wraz z 4 DP została włączona w skład Grupy Operacyjnej „Wschód” gen. Mikołaja Bołtucia w ramach Armii „Pomorze”. Została rozlokowana w rejonie Grudziądza z zadaniem utrzymania linii rzeki Osy od jej ujścia do Wisły do Jeziora Duże koło wsi Gruta. Zachodnia granica pasa działania dywizji opierała się o Wisłę, wschodnia o linię Łasin – Słup – Radzyń Chełmiński.
Dowódca dywizji wydał 30 sierpnia rozkaz operacyjny  w którym zadecydował bronić Grudziądza i kierunku Łasin – Radzyń obroną stalą na rzece Osie; przeciwnacierać w luce między odcinkami obrony stałej; zachować możność uderzenia na nieprzyjaciela obchodzącego wschodnie skrzydło obrony. Kawaleria dywizyjna miała prowadzić rozpoznanie  kierunku Dąbrówka Królewska – Rogoźno – Szembruk – Czarne Dolne, a kompania kolarzy na kierunku Gruta – Łasin – Zawadzka Wola.

Rejon obrony podzielony został na dwa odcinki:
- odcinek Grudziądz z dowódcą płk. Stefanem Cieślakiem (dowódca 65 pp) posiadającym w swojej dyspozycji: 65 pp bez I i II/65 pp, batalion ON Świecie, III/16 pal, komisariat Straży Granicznej Swierkocin. Jego zadaniem było bronić Grudziądza na przygotowanych pododcinkach: Wisła – Kłódka Szlachecka – Grabowiec; zabezpieczyć most na Wiśle na zachodnim brzegu. Dozorować Wisłę od Parska do Rozgart[15].
- odcinek Gruta z dowódcą płk. dypl. Zygmuntem Bohuszem-Szyszko (dowódca piechoty dywizyjnej) posiadającym w swojej dyspozycji 64 pp, I/65 pp, dywizyjną kompanię kolarzy, komisariat Straży Granicznej „Łasin”, a także I/16 pal i 6/16 pal. Jego zadaniem było bronić rzeki Osy jako przeszkody przeciwpancernej na odcinku Rogoźno-Zamek, Świecie (wył.), wysuwając do I rzutu przynajmniej 3 baony. Część sił wysunąć na północny brzeg  Osy w rejonie grzbietu wzg. 98 w okolicach Szczepanek i w rejon lasu na wschód od Słupskiego Młyna. Ubezpieczyć się przede wszystkim w rejonie m. Dębinki[16].

Wskutek decyzji Naczelnego Wodza marszałka Edwarda Śmigłego-Rydza dywizja znalazła się w kontakcie z wrogiem już od pierwszych godzin inwazji. 1 września na dywizję broniącą rubieży Osy na odcinku od Grudziądza do ujścia rzeki Lutryny uderzyły niemieckie oddziały XXI Korpusu z 3 Armii. Niemcom udało się odrzucić polskie pułki i zająć przyczółki nad rzeką. Kontratak, jaki wykonał w nocy 66 pułk piechoty, nie przyniósł sukcesu. Niezdolny opanować sytuacji i będący w depresji płk Świtalski rozkazał wycofać broniący się na prawym brzegu Osy 64 pułk piechoty ppłk. Bolesława Ciechanowskiego. W tym samym dniu do dyspozycji dywizji został przydzielony 14 pułk piechoty z 4 DP. 2 września, po wycofaniu się, dywizja obsadziła nową rubież obrony wzdłuż kompleksu jezior Mełno, Gruta i Annowo. W ciągu całego dnia jej oddziały cofały się pod naporem wroga. Dowództwo armii, obawiając się o morale żołnierzy, postanowiło wycofać ją do odwodu, a na jej miejsce wprowadzić 4 DP. W końcu jej oddziały nieatakowane rozpoczęły odwrót do Radzynia. Nowym dowódcą dywizji został mianowany płk dypl. Zygmunt Szyszko-Bohusz, dotychczasowy dowódca piechoty dywizyjnej. Przygotował on plan przeciwuderzenia od Mełna w kierunku wioski Słup do Osy i wzdłuż rzeki na lewe skrzydło wojsk niemieckich przecinających Pomorze. Nie doszło to jednak do skutku i dywizja została odcięta od większej części wojsk Armii „Pomorze”.
6 września artyleria dywizyjna wraz z 4 DP przeszła przez Toruń i dotarła do rejonu na północ od Aleksandrowa Kujawskiego. Pozostała część dywizji doszła prawym brzegiem rzeki do lasów koło Dobrzejewic, gdzie z nieznanych powodów nie doszło do budowy mostu łyżwowego, spławianego Wisłą. O zmierzchu zarówno piechota, jak i artyleria ruszyły obydwoma brzegami Wisły na Włocławek. 7 IX piechota dywizyjna w marszu na to miasto osiągnęła Bobrowniki. 8 IX rano 16 DP przeszła przez most we Włocławku i do południa osiągnęła rejon na pd. wsch. od miasta. Późnym wieczorem dywizję skierowano do Gostynina, skąd miała dalej zmierzać do rejonu Łowicz – Sobota. Od 9 września 16 DP znajdowała się bowiem na obszarze toczonej bitwy nad Bzurą, stanowiąc część GO „Wschód” jako odwód Armii „Poznań”. 10 IX 16 DP przesunęła się do rejonu Kutno (gdzie oddano do jej dyspozycji 2 pociągi pancerne) – Żychlin. Do walki została wprowadzona 11 września, mając nacierać na Łowicz. O godzinie 11:00 główna kolumna dywizji osiągnęła rejon Jackowice –Zduny, a kolumna boczna Złaków Kościelny. W południe do dowódcy dywizji przybył dowódca GO gen. Bołtuć i nakazał jak najszybsze opanowanie miasta. Zadanie to powierzono 64 pp przy wsparciu 16 pal i 16 dac, skierowując jednocześnie 65 pp z III dywizjonem 16 pal w rejon wsi Sierżniki dla osłony wschodniego skrzydła, a w razie potrzeby obejścia Łowicza od wschodu.
Natarcie 64 pp w sile 2 batalionów pod dowództwem mjra Rewerowskiego wyruszyło o godzinie 15:00 wzdłuż toru kolejowego. Nie napotykając większego oporu pułk odrzucił słabe ubezpieczenia niemieckie i sforsował Bzurę. Stawiany przez Niemców pod Maurzycami i Klewkowem opór złamano dzięki potężnemu wsparciu własnej artylerii. Dywizję na podejściach do miasta próbował zatrzymać broniący się tu 102. pp niemieckiej 24 DP, który dopiero po południu siłą batalionu zajmował przedmoście na północnym brzegu Bzury; reszta tego pułku została zaskoczona polskim atakiem w centrum miasta, szczególnie po wprowadzeniu do walki w zachodniej części miasta III batalionu 64 pp, który uderzył nocą na skrzydło i tyły Niemców.
W nocnym natarciu 64 pułk piechoty wdarł się do Łowicza, będącego głównym celem taktycznym pierwszej fazy operacji, i przed świtem 12 września odrzucił Niemców poza miasto, po czym podjął pościg za wycofującym się nieprzyjacielem, docierając do linii Łowicz Poduchowny – Placencja (64 pp) i Mysłaków (65 pp). Dowództwo dywizji stanęło w mieście. Błędne decyzje strategiczne podjęte przez gen. Władysława Bortnowskiego spowodowały jednak wycofanie dywizji następnego dnia na lewy brzeg Bzury na odcinek od Maurzyc po Zabostów (według pierwotnych planów 16 DP wraz z 4 i 15 DP oraz Wielkopolską BK miała uderzyć na Skierniewice). 14 września w ramach natarcia Armii „Pomorze” dywizja ponownie atakowała opuszczony wcześniej Łowicz dwoma pułkami, jednak tym razem już bez elementu zaskoczenia i z wiele większymi stratami. W tym czasie lewy sąsiad dywizji wycofał się za Bzurę, odsłaniając Niemcom drogę na tyły 16 DP. Mimo to natarcie prowadzono dalej. 64 pułk piechoty wyparł Niemców znad Bzury i wdarł się do miasta, natomiast 66 pułk piechoty po przekroczeniu rzeki został skutecznie przez wroga zatrzymany. Po niemieckich kontratakach musiano miasto oddać. Po południu do walki skierowany został także odwodowy 65 pułk piechoty ppłk. dypl. Witolda Kirszensteina i walki o miasto rozgorzały na nowo, lecz bez skutku i dywizja musiała ostatecznie wycofać się za Bzurę. W wyniku walk o miasto liczebność jej pułków zmalała do 1/3 stanów wyjściowych.
Wieczorem 16 września dywizja otrzymała rozkaz przegrupowania w rejon Czerniew–Kiernozia, jednak do wieczora dnia następnego tylko 65 pułkowi piechoty i dwóm batalionom 64 pułku piechoty udało się oderwać od nieprzyjaciela i przebić w nocy z 17 na 18 września w kierunku Iłowa. Wykonały one z powodzeniem zadanie osłony od południa głównych sił Armii „Poznań” w natarciu na Sochaczew. Resztki dywizji wycofujące się w kierunku na Warszawę zostały doszczętnie rozbite w nocy z 18 na 19 września w bitwie w Puszczy Kampinoskiej.
Ośrodek Zapasowy dywizji zlokalizowany na czas wojny w Radomiu wziął udział w walkach o Kielce a następnie został włączony w skład południowego zgrupowania Armii „Prusy” i podzielił jego losy.

### Obsada personalna kwatery głównej we wrześniu 1939
- dowódca dywizji – płk dypl. Stanisław Jan Świtalski (do 2 IX 1939)
- dowódca piechoty dywizyjnej – płk dypl. Zygmunt Bohusz-Szyszko (od 2 IX 1939 dowódca dywizji)
- dowódca artylerii dywizyjnej – płk Witold Tadeusz Andruszewicz-Doliwa († 20 IX 1939 Tułowice)
- dowódca saperów – mjr Eugeniusz Szubert
- szef sztabu – ppłk dypl. Mieczysław Garliński († 23 IX 1939 Błonie)
- dowódca łączności – mjr Józef Morkowski
- kwatermistrz – kpt. dypl. Józef Słaboszewski
- szef żandarmerii – ppor. rez. Marceli Cichowski
- szef uzbrojenia – kpt. Stefan Kurzawa
- szef intendentury – mjr Aleksander Partyka
- szef taborów – kpt. Marian Karol Skup
- szef służby zdrowia – mjr lek. dr Henryk Ottenbreit
- szef służby weterynaryjnej – mjr lek. wet. dr Teodor Ignacy Uszyński
- szef służby sprawiedliwości – kpt. rez. Piotr Jazłowiecki
- komendant KG – kpt. Tadeusz Brunon Popiel

### Organizacja wojenna dywizji we wrześniu 1939
- Kwatera Główna 16 DP
- 64 pułk piechoty
- 65 pułk piechoty
- 66 pułk piechoty
- 16 pułk artylerii lekkiej
- 16 dywizjon artylerii ciężkiej
- 16 batalion saperów
- 16 bateria motorowa artylerii przeciwlotniczej – kpt. Julian Franciszek Wojtusiak
- szwadron kawalerii dywizyjnej – mjr Stefan Mosiński
- samodzielna kompania karabinów maszynowych i broni towarzyszącej nr 83 – por. Albin Jan Witkowski († 18.09 Puszcza Kampinoska)
- kompania kolarzy nr 83 – kpt. Józef Bolesław Buczyński
- kompania telefoniczna 16 DP
- pluton radio 16 DP
- pluton łączności Kwatery Głównej 16 DP
- drużyna parkowa łączności 16 DP
- samodzielny patrol meteorologiczny nr 16
- pluton pieszy żandarmerii nr 16
- kompania asystencyjna nr 183 – kpt. Wilhelm Alfred Tarnawski
- kompania gospodarcza
- poczta polowa nr 75
- pluton parkowy uzbrojenia nr 803 – dowódca: ppor. rez. Władysław Powałowski
- park intendentury typu I nr 803
- kompania sanitarna nr 803
- szpital polowy nr 803 – komendant: mjr dr Stefan Bogusławski
- polowa pracownia dentystyczna nr 803
- polowa kolumna dezynfekcyjno-Kąpielowa nr 803
- polowa pracownia bakteriologiczno-chemiczna nr 803
- Zespół Przeciwgazowy nr 803
- kolumna taborowa parokonna nr 817 – dowódca: ppor. rez. Tadeusz Tylman
- kolumna taborowa parokonna nr 818
- kolumna taborowa parokonna nr 819
- kolumna taborowa parokonna nr 820
- warsztat taborowy parokonny nr 817
- pluton taborowy nr 16
- sąd polowy nr 16 – sędzia: por. Tadeusz Kud

Jednostki włączone w skład dywizji na czas wojny:
- batalion ON „Świecie” – mjr Stanisław Dobrzański
- batalion szturmowy 16 DP „Grudziądz”[b] – kpt. Wilhelm Alfred Tarnawski

### Ordre de Bataille dywizji 17 września 1939
- 64 pułk piechoty – dca mjr Rewerowski
  - I/64 pp
  - II/64 pp
  - III/64 pp – mjr Kamieński
- 65 pułk piechoty – ppłk dypl. Kirszenstein
  - I/65 pp
  - II/65 pp – mjr Gudera
  - III/65 pp
- 66 pułk piechoty – płk Michalski
  -  ?/66 pp
  - III/66 pp – mjr Kwaśnik
- 16 pułk artylerii lekkiej – ppłk Słupczyński
  - I/16 pal – mjr Nadratowski
  - II/16 pal– mjr Rak
  - III/16 pal – kpt. Tazber
- 16 dywizjon artylerii ciężkiej – ppłk Ostapowicz
- 16 batalion saperów – mjr Szubert

- 16 szwadron kawalerii – mjr Mosiński

## Obsada personalna dowództwa dywizji
Dowódcy dywizji
- płk Stanisław Skrzyński (od 30 VII 1919)
- gen. dyw. Kazimierz Ładoś (1920 – 1927)
- gen. bryg. Włodzimierz Rachmistruk (1927 – 1932)
- gen. bryg. Kazimierz Sawicki (1932 – 1938)
- płk dypl. Stanisław Świtalski (1938 – 2 IX 1939)
- płk dypl. Zygmunt Bohusz-Szyszko (2–19 IX 1939)

Dowódcy piechoty dywizyjnej
- płk piech. Karol Krauss (1 IX 1921 – 1 XI 1923 → zastępca dowódcy OK II)
- płk piech. Jarosław Aleksandrowicz de Witold (1 XI 1923[17] – III 1927 → stan spoczynku)
- płk piech. Czesław Jarnuszkiewicz (17 III 1927[18] – 24 XII 1929 → zastępca dowódcy OK I[19])
- płk piech. Józef Kustroń (21 I 1930 – X 1935 → dowódca 21 DPG)
- płk piech. Ignacy Oziewicz (1935 – 1938 → dowódca 29 DP)
- płk art. Władysław Filipkowski (VI 1938 – 5 VIII 1939 → dowódca PD 1 DP Leg.)
- płk dypl. Zygmunt Bohusz-Szyszko (5 VIII – 2 IX 1939 → dowódca 16 DP)

Szefowie sztabu
- kpt. Władysław Zakrzewski (26 VIII 1919–1920)
- kpt. Mieczysław Czaderski (szef sztabu)
- mjr SG Artur Pepłowski (1921[20])
- ppłk SG Wilhelm Lawicz-Liszka (X 1922 – 4 I 1924 → zastępca szefa sztabu DOK V[21])
- kpt. pdSG Karol Strusiewicz (p.o. 4 I – 1 XI 1924 → słuchacz Kursu Doszkolenia Wyższej Szkoły Wojennej)
- mjr / ppłk SG Wincenty Lekki (15 X 1924 – 3 XI 1926 → dowódca II/15 pp[22])
- mjr SG Bolesław Stanisław Borkowski (3 XI 1926[23] – 31 X 1927)
- mjr dypl. kaw. Medard Cibicki (31 X 1927 – 23 VIII 1929 → 8 psk)
- mjr dypl. piech. Kazimierz Aleksander Szydłowski (1 IX 1929 – 23 X 1931 → zastępca dowódcy 2 pspodh)
- mjr dypl. piech. Alojzy Mazurkiewicz (1 IX 1931 – XI 1933[24] → dowódca baonu w 64 pp)
- mjr / ppłk dypl. piech. Marian Tomicki (od VI 1934)
- ppłk dypl. Mieczysław Garliński († 23 IX 1939 Błonie)

Oficerowie Przysposobienia Wojskowego
- płk piech. Michał Remizowski (od XI 1925 ← dowódca 1 Brygady OP)

W organizacji wojennej dywizji w latach 1919–1921 istniało stanowisko proboszcza, które zajmował ks. Józef Wrycza.